# Markuskirche (Rhünda)

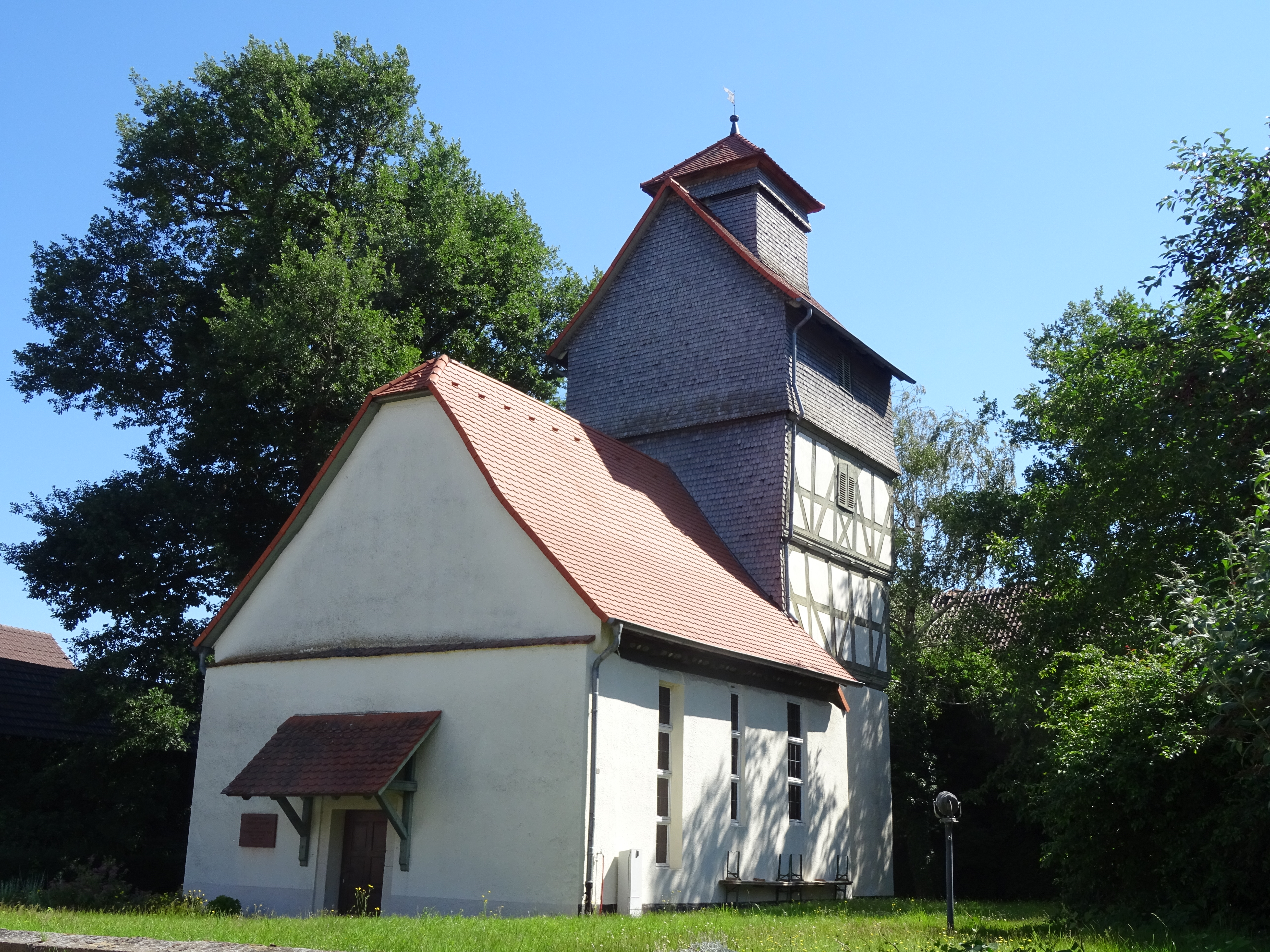
Markuskirche in Rhünda

Die evangelische Markuskirche ist ein denkmalgeschütztes Kirchengebäude in Rhünda, einem Ortsteil der Kleinstadt Felsberg im Schwalm-Eder-Kreis in Hessen. Sie gehört zum Kirchenkreis Schwalm-Eder der Evangelischen Kirche von Kurhessen-Waldeck.

## Beschreibung
Das Erdgeschoss des Chorturms im Osten der Saalkirche stammt von der 1356 errichteten Kapelle, die Eckhard von Felsberg dem Ort gestiftet hatte, der das Kirchenpatronat innehatte. 1595 verkauft die Gemeinde an Urban I. von Boyneburg die sogenannte Soldatensteuer, um dafür ihre baufällige Kapelle zu reparieren. Das Kirchenschiff wurde 1692 angefügt. Es ist mit einem Satteldach bedeckt, das im Westen einen Krüppelwalm hat. Die drei Obergeschosse des Turms wurden 1695 in Holzfachwerk aufgestockt, von denen das oberste mit Schiefer verkleidet ist. Auf ihm sitzt ein Satteldach, aus dessen Mitte sich ein quadratischer Dachreiter erhebt, der mit einem Pyramidendach bedeckt ist. Unter dem Pultdach am westlichen Giebel befindet sich das Portal. Der Altar hat ein Bild mit der Darstellung Verklärung des Herrn.